# هاجيمي تامورا
هاجيمي تامورا (باليابانية: 田村元؛ بالكانا: たむら はじめ) هو سياسي ياباني، ولد في 9 مايو 1924 في ماتسوساكا في اليابان، وتوفي في 1 نوفمبر 2014 في شيبويا في اليابان. نشط حزبياً في الحزب الليبرالي الديمقراطي الياباني. وقد انتخب عضو مجلس النواب من اليابان.